# Aprilovo (Targovisjte)
Aprilovo (Bulgaars: Априлово) is een dorp in het noordoosten van Bulgarije. Het is gelegen in de gemeente Popovo, oblast Targovisjte. Het dorp ligt hemelsbreed op 23 km afstand van de regionale hoofdplaats Targovisjte en 248 kilometer ten oosten van Sofia.

## Bevolking
In 2019 telde het dorp 342 inwoners, een daling vergeleken met het maximum van 1.385 personen in 1934.
|  |

Van de 397 inwoners reageerden er 377 op de optionele volkstelling van 2011. Van deze 377 respondenten identificeerden 222 personen zichzelf als etnische Roma (58,9%), gevolgd door 90 etnische Bulgaren (23,9%) en 64 Bulgaarse Turken (17%). 1 respondent (0,2%) gaf geen definieerbare etniciteit op of behoorde tot een andere etnische groep.
| Etniciteit   | Aantal | %     |
| ------------ | ------ | ----- |
| Bulgaren     | 90     | 23,9% |
| Turken       | 64     | 17%   |
| Roma         | 222    | 58,9% |
| Overig       | 1      | 0,2%  |
| Respondenten | 377    |       |